# بيير هاردي
بيير هاردي (بالفرنسية: Pierre Hardy)‏ هو لاعب رماية فرنسي، ولد في 4 أغسطس 1907 في باريس في فرنسا، وتوفي في 24 يوليو 2000 في بواسي في فرنسا.

## وصلات خارجية
- بيير هاردي على موقع اللجنة الأولمبية الدولية (الإنجليزية)
- بيير هاردي على موقع أوليمبيديا (الإنجليزية)